# Ctenosaura quinquecarinata
Ctenosaura quinquecarinata är en ödleart som beskrevs av Gray 1842. Ctenosaura quinquecarinata ingår i släktet Ctenosaura och familjen leguaner. Inga underarter finns listade i Catalogue of Life.
Arten är känd från södra Mexiko och sedan från Honduras och El Salvador till Costa Rica.